# Stiftelsen Konung Gustaf VI Adolfs fond för svensk kultur
Stiftelsen Konung Gustaf VI Adolfs fond för svensk kultur är en av kungafamiljens stiftelser, och ger anslag till svensk humanistisk forskning och kulturminnesvård.
Den kallas ofta ”Kungafonden”, men är ej samma fond som 1943 års ”Kungafonden” (fullt namn Stiftelsen Kungafonden Med folket för fosterlandet), som ger bidrag till dem som skadats i totalförsvarets tjänst.

## Historia
Till Gustaf VI Adolfs sjuttiårsdag (1952) skapades en fond kallad Kungafonden, och till åttiårsdagen (1962) skapades Konung Gustaf VI Adolfs fond för svensk kultur. De slogs senare ihop, under den yngre fondens namn. Till kungens nittiårsdag nybildades fonden, och drivs nu som en stiftelse med stadgar från 1973. Högsta beslutande är konungen.